# Bissiga-Peulh (Yargo)
Pour les articles homonymes, voir Bissiga.
Ne doit pas être confondu avec Bissiga (Yargo) ou Bissiga-Peulh (Ziniaré).
Bissiga-Peulh est une localité située dans le département de Yargo de la province du Kouritenga dans la région Centre-Est au Burkina Faso.

## Santé et éducation
Le centre de soins le plus proche de Bissiga-Peulh est le centre de santé et de promotion sociale (CSPS) de Yargo tandis que le centre médical avec antenne chirurgicale (CMA) se trouve à Koupéla.
L'école la plus proche du village est à Bissiga.